# Каэр Морхен (Ведьмак)
«Каэр Морхен» — вторая серия второго сезона американского телесериала «Ведьмак». Её премьера состоялась 17 декабря 2021 года на Netflix.

## Сюжет
Серия основана на романе Анджея Сапковского «Кровь эльфов», частично на рассказах из сборников «Последнее желание» и «Меч Предназначения».
Вождь эльфов Филавандрель захватывает Йеннифэр и Фрингилью в плен и отводит их к волшебнице Франческе Финдабаир. Та хочет, чтобы их убили, но Филавандрель утверждает, что они будут полезны в лесах, растущих на землях людей. Эльфы ведут раскопки рядом с разрушенным монолитом по приказу Франчески, к которой в её видениях являются фигуры в белых одеждах (она считает, что это эльфийская пророчица Итлинн). Йеннифэр и Фрингилья видят во снах фигуры в красных и чёрных мантиях соответственно. Они рассказывают Филавандрелю о своих сновидениях и предполагают, что могут помочь эльфам; тот обдумывает это, когда эльфы находят проход, ведущий к волшебной хижине в лесу. Трём волшебницам является Бессмертная Мать, загадочное существо, которое принимает разные формы для каждой: Йеннифэр видит молодую Тиссаю, Фрингилья императора Эмгыра, а Франческа — Итлинн. Бессмертная Мать открывает путь, который каждая из них должна пройти, чтобы исполнить самое главное желание. Волшебницы освобождены. Фрингилья присоединяется к Франческе, чтобы сформировать союз эльфов и нильфгаардцев; Йеннифэр пытается открыть портал, но обнаруживает, что потеряла магические способности.
Геральт и Цири присоединяются к оставшимся ведьмакам в Каэр Морхене. Ведьмаки веселятся, когда их медальоны начинают вибрировать, указывая на приближение монстра. Геральт обнаруживает, что Эскель был заражён лешим и превратился в него. Тот говорит, что вернулся в поисках помощи, но не может контролировать свою чудовищную сторону и нападает на Весемира, вынуждая Геральта убить его. Понимая, что Каэр Морхен небезопасен, Геральт соглашается обучать Цири владению оружием.

## В ролях
- Генри Кавилл — Геральт из Ривии
- Фрейя Аллан — княжна Цирилла
- Аня Чалотра — Йеннифэр из Венгерберга

## Оценки
Обозреватель портала IGN констатирует, что во второй серии второго сезона произошёл знаменательный поворот сюжета, которого ждали зрители: Цири прибыла, наконец, в Каэр Морхен и начала погружение в мир Геральта. Рецензент заметил «женоненавистнические нотки» в том эпизоде, когда все женщины, кроме Цири, разбежались в ужасе из-за превращения Эскеля в лешего. В целом вторая серия, по его мнению, показывает, что у авторов сериала «есть свое видение, которое чаще всего не имеет отношения к исходному материалу», — вне зависимости от того, как к этому относится публика.